# Saint-Domineuc

Saint-Domineuc este o comună în departamentul Ille-et-Vilaine, Franța. În 1 ianuarie 2022 avea o populație de 2.587 de locuitori.